# Полювання на динозаврів
Полювання на динозаврів — фантастичний фільм 2007 року.

## Сюжет
Унікальний генетичний експеримент удався. У секретній лабораторії вчені змогли вивести хижого доісторичного динозавра. Однак монстр зумів утекти. Поселившись у підніжжя сплячого вулкана, прадавній хижак почав полювання на людей. Невловиме й невразливе для куль, стрімке й у воді й на суші чудовисько перетворилося в живу машину смерті. Ніщо не може встояти перед його потужними щелепами. Тепер перед ученими стоїть практично нездійсненне завдання — знайти й знищити власне створіння.